# Alina Cojocaru
Alina Cojocaru, född 27 maj 1981 i Bukarest, Rumänien, är en rumänsk ballerina.
Cojocaru fick sin utbildning i Kiev och anslöt sig 1999 till Royal Ballet där hon 2001 utsågs till prima ballerina. Hon har dansat klassiska roller som Odette/Odile i Svansjön och Aurora i Törnrosa. Den roll som främst förknippas med Cojocaru är dock Giselle, eftersom den passar väl med hennes eteriska dansstil.